# Gagrellula laeviscutum
Gagrellula laeviscutum is een hooiwagen uit de familie Sclerosomatidae.